# Larry Holden (écrivain)
Pour les articles homonymes, voir Larry Holden.
Larry Holden, pseudonyme de Lorenze Heller, né le 8 février 1893 à Denison en Iowa, et mort le 4 août 1972 à Cheyenne, au Wyoming, est un romancier, nouvelliste et scénariste américain, auteur de roman policier. Il a également publié sous les pseudonymes Larry Heller et Frederick Lorenz, ainsi que signé des scénarios pour la télévision sous celui de Burt Sims. 

## Biographie
Il naît dans une région rurale de l'Iowa. 
Il amorce sa prolifique carrière en littérature avec un roman policier paru sous son patronyme de Lorenz Heller en 1937. Pendant la Seconde Guerre mondiale, il s'engage dans l'armée. 
Après le conflit, entre 1946 et 1959, il publie à un rythme soutenu plus d'une centaine de nouvelles, appartenant presque uniquement au genre policier, dans des pulps le plus souvent sous le pseudonyme de Larry Holden. Il utilise aussi cette dernière signature pour quatre romans, dont Faridon en Floride (Hide Out, 1953), qui raconte, avec un humour noir mordant, les tensions entre cinq hommes et deux femmes, isolés du monde dans une planque somptueuse, quelque part en Floride. Lou Markey, gangster en fuite, y entraîne ses compagnons, croyant vivre dans cette cage dorée un séjour apaisant. Mais la peur, la jalousie, l'envie, la rage et la terreur ont tôt fait de rendre l'atmosphère irrespirable jusqu'à ce que quelqu'un se décide à abattre Lou Markey.

## Œuvre

### Romans
- Hide Out (1953) Publié en français sous le titre Faridon en Floride, traduit par Marcel Duhamel et Bruno Martin, Paris, Gallimard, Série noire no 219, 1954 ; réédition, Paris, Gallimard, La Poche noire no 153, 1971 ; réédition, Paris, Gallimard, Carré noir no 394, 1981  (ISBN 2-07-043394-3)
- Murder in Deed (1956)
- Dead Wrong (1957) Publié en français sous le titre Un cadeau qui brûle, traduit par F. Janson, Paris, Presses internationales, coll. Inter-Police no 53, 1961
- Crime Cop (1959) Publié en français sous le titre Un crâne à loger, traduit par Jean Rosenthal, Paris, Gallimard, Série noire no 617, 1961

### Romans signés Lorenz Heller
- Murder in Make-Up (1937)

### Roman signé Larry Heller
- Body of the Crime (1962) Publié en français sous le titre Flicologie, traduit par Marcel Frère, Paris, Gallimard, Série noire no 821, 1963

### Nouvelle signée Larry Holden

#### SérieDinny Keogh
- Start with a Corpse (1946)
- They Played Too Rough (1946)
- Bullets for Beethoven (1946)
- Snow in August (1946)
- One Dark Night (1946)
- Too Many Crosses (1947)
- There’s Death in the Heir (1947)

#### Autres nouvelles
- Anybody Lose a Corpse? (1946)
- Mayhem’s Mechanic (1946)
- Those Slaughter-House Blues (1947)
- A Corpse to His Credit (1947)
- I’ll See You Dead! (1947)
- ...And Death Makes Ten (1947)
- Death in Dirty Linen (1947)
- Port of the Dead (1947)
- Red Nightmare (1947)
- The Crimson Path (1947)
- Never Dead Enough (1947)
- Home for Christmas (1947)
- If the Body Fits (1947)
- The Eighteen Screaming Corpses (1948)
- Death in Thin Ice (1948)
- Make Him Eat Leather! (1948)
- Another Man’s Poison (1948)
- Death Brings Down the House (1948)
- I’ll Be Home for Murder! (1948)
- Dynamite Dukes (1948)
- Written in Blood (1948)
- Die, Baby, Die! (1948)
- Build-Up (1948)
- Death in Six Reels (1948)
- Kiss the Canvas, Bum! (1948)
- Love Me, Love My Corpse! (1948)
- Blitz in His Mitts (1948)
- The Crying Corpse (1948)
- Spike Happy (1948)
- The Big Haunt (1948)
- Lady in Red (1948)
- The Back of My Spikes to You! (1948)
- No Blood on His Hands (1948)
- Spike the Man Down! (1948)
- Don’t Crowd My Shroud (1948)
- In Her Mother’s Best Bier! (1948)
- Keeping Honest (1949)
- The Devil’s Spar Mate (1949)
- Make Mine Mayhem (1949)
- It’s Tough to Be a Hero (1949)
- House of Hate (1949)
- Kickback for a Corpse (1949)
- Rocket Rackets (1949)
- Self-Made Corpse (1949)
- Lethal Boy Blue (1949)
- Somebody Always Loses (1949)
- Humpty-Dumpty Homicide (1949)
- A Corpse at Large (1949)
- Any Corpse in a Storm (1949)
- Killer’s Kiss (1949)
- Operation—Murder (1949)
- One Fist Was Irish (1949)
- Undressed to Kill (1949)
- Bloody Night! (1949)
- Hero’s a Graveyard Word! (1949)
- Vicious Circle (1949)
- Man with a Rep (1949)
- Glory Runner (1950)
- Murder Never Gets Too Old (1950)
- Blackmail Means Homicide (1950)
- Two-Headed Killer (1950)
- Pitchers Get Lonely (1950)
- Mayhem at Eight (1950)
- Four Leaf Glover (1950)
- Death Carries the Mail (1950)
- The Voice That Kills (1950)
- Out of the Frying Pan (1950)
- You’ll Die Laughing (1950)
- Corpse in Waiting (1950)
- The Spice of Death (1950)
- Wake of the Ermine Chick (1950)
- Tragedy in Waiting (1951)
- Forger’s Fate (1951)
- Wild Leather (1951)
- Bodyguard (1951)
- Criminal at Large (1951)
- Face in the Window (1951)
- A Time for Dying (1951)
- Coffin Key (1951)
- This Shroud Reserved (1951)
- The High Cost of Chivalry (1951)
- If the Frame Fits (1951)
- Morgue Bait (1951)
- Prelude to a Wake (1952)
- Bury Me in Canvas (1952)
- The Expendable Ex (1952)
- She Cries Murder (1952)
- Sing a Song of Murder (1952)
- You Can’t Live Forever (1952)
- Cry Murder (1952)
- Murder and the Mermaid (1952)
- Nightmare (1952)
- Death for Two! (1952)
- Lady-Killer (1952)
- Orphans Are Made (1953)
- With Love and Bullets (1953) Publié en français sous le titre De l'amour et des balles, Paris, André Jaeger, Super Policier Magazine no 1, décembre 1953
- Don’t Ever Forget (1953)
- On a Dead Man’s Chest (1953)
- Sailor, Beware! (1953)
- Save Me a Kill (1953)
- When Cops Fall Out (1953)
- Fall Guy (1953)
- You’re Killing Me (1953)
- You Die Alone (1953)
- With Hostile Intent (1954)
- No Dead End (1955)
- Don’t Wait Up for Me (1955)
- Death Is Where You Find It (1955)
- One for the Hangman (1956)
- Cold Is the Grave (1958)
- The Trouble with Redheads (1959)
- Never Turn Your Back (1959)
- Story of a Strange Relative (1976), nouvelle posthume

### Nouvelle signée Larry Heller
- Blood is Thicker (1957)

### Nouvelles signées Frederick Lorenz
- Living Bait (1955)
- Big Catch (1955)
- Backbite (1956)

### Nouvelles signées Lorenz Heller
- Blood Money (1955)
- A Tasty Dish (1956)
- Twilight (1956)
- The Hero (1958)
- The Last Hunt (1959)

## Filmographie

### En tant que scénariste à la télévision sous le pseudonyme Burt Sims
- 1953 : Death Does a Rumba, saison 2, épisode 12, de la série télévisée policière Boston Blakie
- 1953 : Island of Stone, saison 2, épisode 1, de la série télévisée Chevron Theatre, avec Charles Bronson
- 1954 : Tailor-Made Trouble, saison 1, épisode 11 de la série télévisée Waterfront
- 1956-1959 : 7 épisodes de la série télévisée américaine Sky King
- 1958 : Beautiful, Blue and Deadly, saison 1, épisode 14 de la série télévisée policière Mike Hammer, avec Darren McGavin
- 1958 : Texas Fliers, saison 1, épisode 18 de la série télévisée Flight

## Sources
- Claude Mesplède et Jean-Jacques Schleret, SN, voyage au bout de la Noire : inventaire de 732 auteurs et de leurs œuvres publiés en séries Noire et Blème : suivi d'une filmographie complète, Paris, Futuropolis, 1982, 476 p. (OCLC 11972030), p. 192-193.